# Бегенський лісхоз
Беге́нський лісхо́з (каз. Беген орманшар) — село у складі Бескарагайського району Абайської області Казахстану. Адміністративний центр Бегенського сільського округу.
Населення — 133 особи (2021; 101 у 2009, 511 у 1999, 482 у 1989).
Національний склад станом на 1989 рік:
- казахи — 57 %
- росіяни — 30 %